# Gagrella pretiosa
Gagrella pretiosa is een hooiwagen uit de familie Sclerosomatidae.